# 三池監獄 兇悪犯
『三池監獄 兇悪犯』（みいけかんごくきょうあくはん）は、1973年5月12日に公開された東映京都撮影所製作の日本映画。主演は鶴田浩二、監督は小沢茂弘。

## 概要
東映が実録路線に急速に切り替えた1973年に公開されたこと、地名や会社名が実名で登場することから、実録映画と捉えられるケースもあるが、本作は1973年頭頃までに完成していたと見られ、任侠映画として製作された。杉作J太郎は「任侠映画の大スター・鶴田浩二が主演を務めた最も実録路線に肉薄した異色監獄映画」と表現している。
東映は「網走番外地シリーズ」「女囚さそりシリーズ」「松方弘樹脱獄三部作」など、多くの監獄映画を作ったが、本作もそうした一本で、日露戦争直前の福岡県三井三池炭鉱内の三池集治監に於ける強制労働と囚人の暴動を描く。

## あらすじ
明治36年、"北海常"の通り名を持つ友時常次は、20人の仲間と共に北海道・釧路集治監から福岡・三池集治監に移監された。三池集治監―そこに収容された懲役12年から無期懲役までの重犯罪人は、石炭採掘の重労働を強制され、九州炭鉱地帯の労働力として徹底的に酷使尽くされ、そのまま社会から抹殺することを目的とした監獄だった。鉄壁の警備にこれまでだれ一人として脱獄に成功した者はいなかった。囚人を過酷に扱う獄吏と常次たちが激突する。

## スタッフ
- 監督：小沢茂弘
- 脚本：高田宏治
- 企画：俊藤浩滋・橋本慶一
- 撮影：古谷伸
- 美術：井川徳道
- 音楽：渡辺宙明
- 録音：荒川輝彦
- 照明：増田悦章
- 編集：神田忠男
- 助監督：野田和男

## キャスト
- 友時常次：鶴田浩二
- 郡司文蔵：宍戸錠
- 丸目大吉：汐路章
- ぼた安：伊吹吾郎
- お軽松：久野四郎
- 三津田功男：三上真一郎
- むささび小僧：国一太郎
- ぼんぼ竹：南利明
- あご八郎：岩尾正隆
- 羅卒の徳爺：北村英三
- 石堂渡：大木実
- お沢：堀越光恵
- お玉：ひし美ゆり子
- 伊集院良道：安部徹
- 河津源蔵：天津敏
- 鷲尾忠幸：遠藤辰雄
- 吉本末雄：唐沢民賢
- 水沼達也：金子信雄
- 安西保典：野口貴史
- 生島猛人：山本麟一
- 夏川：疋田泰盛
- おんぼう市：西田良
- 石堂渡：大木実
- 山崎元：川谷拓三[10]
- 八木又造：志賀勝
- 三好仙松：池田謙治
- 村岡新兵ヱ：片桐竜次
- はっぱ松：高並功
- 熊勝：阿波地大輔
- 銀行辰：平沢彰
- 鈴木良作：藤長照夫
- 田中茂太：藤沢徹夫
- 箕中温：畑中伶一
- 久留米の三造：市川裕二
- 信太の善平ヱ：浪花五郎
- おかめの金太：松本泰郎
- 獅子の泰造：友金敏雄
- 柳川の与吉：志茂山高也
- 相撲政：松原健司
- 松山弥十：小峰一男
- 吉岡保：大城泰
- 魚屋お七：奈辺悟
- お半：広瀬義宣
- 伴平吾：小田部通麿
- 乾伝作：白川浩二郎
- 矢部益男：楠本健二
- 生駒清七：秋山勝俊
- 垣崎剛：笹木俊志
- その他：矢野幸男、西村泰治
- ナレーター：小池朝雄[10]

## 製作

### キャスティング
ひし美ゆり子の役は、当初は横山リエにキャスティングされていたが、ひし美がたまたま東映本社で、本作のプロデューサーに遭遇し、お茶をしながら台本を読ませてもらい、ムズムズして役を奪ったと話している。
ほぼノンクレジットながら、のちにピラニア軍団を結成する東映京都撮影所（以下、東映京都）の大部屋俳優が多数出演する。

## エピソード
本作で初めて東映京都に参戦した元日活の看板俳優宍戸錠が、東映になめられてはいけないという思いから、半グレみたいな取り巻きを東京から連れて来て、セットの中でも宍戸を囲み周囲を威圧した。鶴田浩二は後輩俳優や助監督には厳しいが、「一番しんどいだろう」と照明部を大事にしていた。鶴田が「カーッ」と来ているのを分かっていた照明部は、宍戸の座る椅子の手前30センチに、スイカ大の2キロライトを7メートル上の天井から落とした。宍戸の顔は真っ青になり呆然と立ち尽くし、以降、半グレたちを東京に帰したという。昔から東映京都は怖いイメージがあったが、この事件が東京の役者たちに知れ渡り、さらに恐怖イメージを増した。役者が東映京都に行くことを恐れ、内田裕也が東映京都で撮影した1988年の『花園の迷宮』に出演する際、製作会見で「金属バットを持って乗り込む」と宣言したりした。

## 興行
1971年8月に東映社長に就任した岡田茂は、非採算部門を次々に処理し、撮影所の合理化、監督、俳優の専属制の解消を強行した。社長就任直後に看板女優・藤純子は引退するわ、東映動画を中心とした東映東京撮影所の労働争議は激化するわ、高倉健が高倉プロの設立を認めないことに腹を立て造反し、順法闘争に打って出て
、高倉主演作が3本流れるなど、社内がバタついた。また「どんなスターでも人気は永遠のものではない」などとぶち上げたことから、東映の看板スターを囲っていた俊藤浩滋プロデューサーとの関係が悪化した。
1973年東映ラインアップに岡田が、ギャラの高い割にお客の入らない当時の東映スター・ローテーションの軸・鶴田浩二と高倉健を外して、二人の製作予定映画を0にし、「子連れ狼シリーズ」出演を止めない若山富三郎も東映ラインアップから外し、菅原文太や梅宮辰夫、千葉真一、松方弘樹、渡瀬恒彦、安藤昇、梶芽衣子、池玲子、杉本美樹、谷隼人、中村英子ら、次世代スターをフル回転させ、新路線開拓を狙うラインアップを組むと俊藤に相談なく決定しかけたことで、鶴田や高倉、若山、菅原をかこっていた俊藤の怒りが爆発した。本作『三池監獄 兇悪犯』は1973年頭には完成し、一旦、1973年2月9日公開と報道もされたが、鶴田の興行力の落ち込み傾向が強かったことから、これをお蔵入りさせ、1973年4月後半公開を予定していた高倉主演の「新網走番外地」の新作を中止させた。1973年の正月映画第二弾『仁義なき戦い』が鶴田、高倉抜きで大ヒットしたことから、岡田は鶴田、高倉抜きでも新しい路線を作れるという自信を深め、従来の任侠路線を切り捨て、実録路線への転換を急速に進めた。1973年に岡田と俊藤の確執がマスメディアに"東映お家騒動"として大きく取り上げられ、俊藤が鶴田らを引き連れ、東宝に移籍するのではと噂されたが、俊藤を嫌う岡田の腹心・高岩淡東映京都所長と片山清企画製作部長で、高倉らの説得にあたり、結局、1973年3月に関東東映会の佐々木進会長を間に立て和解がなされ、本作の公開も決まった。しかし高倉の「新網走番外地」の新作は製作されることはなかった。

## 作品の評価

### 興行成績
小沢茂弘監督は「新境地として作ったが、お客は来なかった。私の最後の任侠映画」と述べている。

### 批評家評
先述した照明落下事件の他、小沢監督と鶴田浩二の関係が本作で悪化し、内容も殺伐したものになった。小沢は「鶴田のおかげでここまでこれた」という気持ちを持ってそれまで鶴田に接していたが、小沢が「鶴田、もう駄目だよ」と軽く言ってしまった。それが鶴田に聞こえ、鶴田も世代交代の時期を察していたから、撮影中、小沢と鶴田は直接口を聞かず、助監督を通じて打ち合わせする状況になった。必然的に小沢からの要求を鶴田が拒否するため、鶴田があまりセリフを喋らない映画になった。このため鶴田の凄まじさが増し、徹底して陰気な地の底のような監獄映画となっている。この硬派な物語は近年再評価が高まっているとされる。
二階堂卓也は「鶴田浩二はそれまで長く演じてきたヒーロー像とは180度回転したかの如き、汚れ役を演じる。義理と人情も弁えて、意地と度胸で男を貫く渡世人を演じてきた鶴田がよくこんな役を引き受けたものだ。背景が背景とはいえ、全編を覆う暗さと陰惨さは尋常ではない。救い難い仕上がりである。鶴田の泥まみれ姿は哀れを誘い、任侠映画の無残な末路のような印象だ。当時、「殺れい(とれい)！ 殺ったれい(とったれい)！」と吼える広島やくざたちの流血の抗争に見入っていた観客の目に、この映画はどう映ったか。任侠映画もかれこれ10年、ピークは過ぎていた。ポルノ作品との三本立てという扱いが本ジャンルの凋落を物語る。『博徒』以来、小沢と鶴田がコンビを組んだ最後の任侠映画になった。一つの時代が終わったのである」などと評している。

## 同時上映
- 『セックスドキュメント モーテルの女王』[10]
  - 高桑信監督 / 脚本・掛札昌裕、高桑信（構成）
  - 「セックスドキュメントシリーズ」第六作。

- 『女医の愛欲日記』[10]
  - 白石奈緒美主演 / 深尾道典脚本・監督
  - 東映500万ポルノ[36]。